# キリル・カラビツ
キリル・イヴァノヴィチ・カラビツ（ウクライナ語: Кирило Іванович Карабиць, ラテン文字転写例:Kirill Ivanovich Karabits, 1976年12月26日 - ）は、ウクライナ出身の指揮者。

## 経歴
1976年キエフ (現:キーウ)生まれ。父は作曲家のイヴァン・カラビツである。幼い頃からピアノと音楽理論を学び、13歳から指揮法に興味を持つようになった。ルイセンコ音楽学校を経てウクライナ国立チャイコフスキー記念音楽院に進学して指揮法を学んだ。その後はウィーン音楽大学に留学し、シュトゥットガルト国際バッハ・アカデミーでヘルムート・リリングとペーター・ギュルケの薫陶を受けた。
1996年にキエフ・カメラータを指揮してデビューするまでに、ベルリン高等音楽院でカール・フィリップ・エマヌエル・バッハの《ヨハネ受難曲》の復元に携わった。2002年から2005年までフランス放送フィルハーモニー管弦楽団の副指揮者を務め、2009年からボーンマス交響楽団の首席指揮者の任を務めている。

## 註
1. ↑  allmusic.com
2. ↑  公式サイト

| スタブアイコン | サブスタブ | この項目は、まだ閲覧者の調べものの参照としては役立たない、人物に関連した書きかけの項目です。この項目を加筆・訂正などしてくださる協力者を求めています（P:人物伝/PJ:人物伝）。 |